# Rickenbacker 4001
El Rickenbacker 4001 es un bajo eléctrico fabricado por Rickenbacker como un modelo "deluxe" de la serie 4000 entre 1961 y 1981, cuando fue descontinuado y reemplazado por el 4003, que se comercializa en la actualidad. Existen varios modelos del 4001, como el 4001S, 4001LH, 1999 (European model), 4001V63 (reissue), y el 4001C64S en honor al bajista de The Beatles, Paul McCartney.
Su cuerpo es completamente de madera, diseñado con la forma "crested-wave" tal como otros modelos de la serie. Posee un mástil construido en conjunto con el cuerpo, donde los trastes tienen incrustaciones metálicas en forma de triángulo. El modelo 4001S tiene marcadores de puntos y no cuenta con "binding" en el contorno del cuerpo.
En cuanto al sistema eléctrico, el 4001 tiene dos pastillas, cuatro perillas (dos para volumen y dos para tono) y cableado Rick-O-Sound. Esta modalidad ofrece al ejecutante, la posibilidad de mandar la pastilla del brazo a un amplificador y el del puente a otro. En este aspecto, el moderno 4003 tiene algunas diferencias con su antecesor, pero en general, ambos comparten características tanto en su diseño exterior como en su funcionamiento interno; por ejemplo desde el año de 2007 Rickenbacker Corp introdujo una nueva modalidad "push/pull" que puede ofrecer un sonido más vintage, como el 4001 o más moderno como el 4003.
Su sonido es bastante particular, el bajo cuenta con unas frecuencias ricas en medios y mucho "sustain" lo que ha permitido tanto al 4001 como al 4003 competir de manera nivelada en el mercado con los Precision Bass y Jazz Bass, siendo una alternativa bastante recurrente ante estos clásicos instrumentos.

## Usuarios del 4001/4003
- Lemmy Kilmister[4]
- Chris Squire[5]
- Cliff Burton[6]
- Geddy Lee[7]
- Paul McCartney[8]
- Roger Glover[9] con Deep Purple
- Sherpa de Barón Rojo
- John Entwistle[10]
- Juan Marchetti de Radio Texas
- Peter Hook de Joy Division
- Randy Meisner de Eagles
- Phil Lynott[11] de Thin Lizzy
- Paul Simonon de The Clash
- Roger Waters en los primeros años con Pink Floyd
- John Deacon[12] de Queen
- Chris Wolstenholme[13]
- Pete Quaife[14]
- Bruce Foxton[15]
- Gary Mounfield[16]
- Rick James[17]
- KiraRoessler[18]
- Al Cisneros[19]
- Mattias Bernvall
- Jack Lawrence
- Chris Taylor de Grizzly Bear

- Mario Mutis de Los Jaivas
- Diego Rojo Carrillo de Melvin Crema
- Jenny Lee Lindberg de Warpaint
- Gonzalo López de Los Bunkers
- Machi Rufino
- Zeta Bosio de Soda Stereo
- Pedro Aznar
- Javier Olivares de Royal Mail
- Glenn Hughes con Deep Purple
- Geezer Butler[20] de Black Sabbath
- Christian "Dios" Torrejón de Don Osvaldo
- Joaquín Cardiel de Héroes del Silencio
- Ángel Mosqueda de Zoé
- Scott Pilgrim (personaje)[21]